# Gran Teatro La Fenice
Il Gran Teatro La Fenice, ubicato nel Sestiere di San Marco, in campo San Fantin, è oggi il principale teatro lirico di Venezia, nonché uno dei più prestigiosi al mondo. Ogni anno tiene il tradizionale Concerto di Capodanno. 
Due volte distrutto e riedificato, è stato sede di importanti stagioni operistiche, sinfoniche e del Festival Internazionale di Musica Contemporanea.
Il Teatro è stato nell'Ottocento sede di numerose prime assolute di opere di Gioachino Rossini, Vincenzo Bellini, Gaetano Donizetti e Giuseppe Verdi.
Anche nel Novecento grande è stata l'attenzione alla produzione contemporanea, con prime mondiali di Igor' Stravinskij, Benjamin Britten, Sergej Prokof'ev, Luigi Nono, Bruno Maderna, Karlheinz Stockhausen e di Mauricio Kagel, Adriano Guarnieri, Luca Mosca e Claudio Ambrosini.

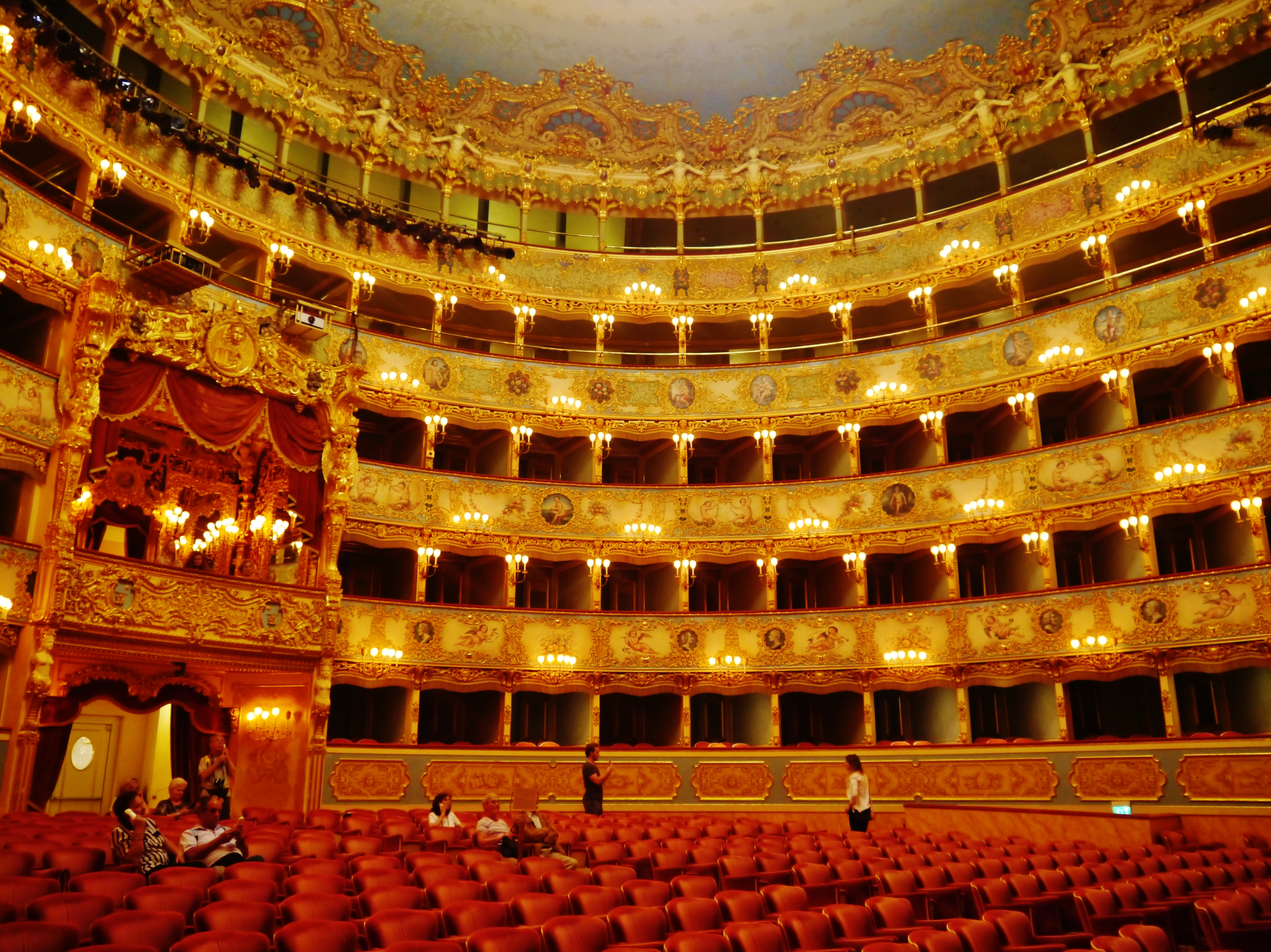
Interno

## La prima Fenice: dal bando di concorso del 1789 all'inaugurazione del teatro nel 1792
Alla fine del Settecento a Venezia erano attivi sette antichi teatri, due destinati al dramma e gli altri alla musica.
Il più lussuoso era il Teatro San Benedetto, che sorgeva nelle vicinanze di Campo San Luca. Promosso dalla famiglia Grimani nel 1755, fu poi ceduto alla Nobile Società dei palchettisti che, in seguito a un accordo giudiziario del 1787, fu estromessa e costretta a cedere il teatro ai nobili Venier, proprietari del terreno sul quale si trovava l'edificio.
La Società si propose di costruirne immediatamente uno nuovo e più grande di quello perduto, che si sarebbe chiamato Gran Teatro La Fenice, come il mitologico e immortale uccello, di cui parla Erodoto nelle sue Storie, in grado di risorgere dalle proprie ceneri, per simboleggiare la rinascita della Società dalle proprie disavventure.
«La Nobile Società del nuovo Teatro da erigersi in Venezia sopra il fondo acquistato nelle contrade di Sant'Angelo e di Santa Maria Zobenigo ha incaricati i suoi presidenti ed aggiunti di procurarsi disegni e modelli» ... invitando «a concorrenza tanto gli architetti nazionali che forestieri a proporre la forma di un teatro ... il più soddisfacente all'occhio ed all'orecchio degli spettatori...».
Così recita il bando di concorso per l'erigendo Teatro La Fenice, pubblicato il 1º novembre 1789, una volta superati i limiti di una legge suntuaria che fissava a sette il numero dei Teatri funzionanti nella Dominante. Nei quattordici articoli di cui era composto, il documento stabiliva che la futura costruzione avrebbe dovuto prevedere cinque ordini di palchetti «che si denominano pepiano», con non meno di 35 palchetti per ciascun ordine. Una chiara scelta di campo a favore delle «piccole logge secondo il costume d'Italia», tesa a raggiungere un risultato che avrebbe dovuto offrire una giusta mediazione tra le due caratteristiche generalmente richieste ad una sala teatrale, e cioè tra l'eccellenza della visibilità e la meraviglia dell'acustica.
Soluzione teatrale in linea con la tradizione italiana, si diceva, dal momento che altre erano le scelte che in fatto di costruzione di teatri nel corso del XVIII secolo si operavano per esempio in Francia, dove veniva preferito il sistema dei palchi aperti in gallerie a corona di una platea semicircolare o leggermente allungata. Scelta tipicamente 'nostrana', tanto più che essa veniva a ricreare nello spazio teatrale la tipologia della piazza italiana. E di certo, in qualche misura, decisione anche svantaggiosa quella dei palchi chiusi, ma giustificata dall'impossibilità del pubblico di allora di rinunciare agli infiniti comodi offerti dalle logge separate, che consentivano di vivere ogni palco come la propria casa, in cui stare soli o in compagnia, mangiare o giocare, consentendo i palchi chiusi di riperpetuare, in una porzione di spazio teatrale privatizzato, quella trama di relazioni e di comportamenti tipici della società dell'epoca.
Dato poi che a quel tempo la via d'accesso privilegiata lungo la quale il pubblico si recava a teatro era quella acquea, il bando raccomandava ai progettisti di pensare un ingresso dal Rio Menuo di almeno venti piedi, misurandone la gondola, mezzo di trasporto per eccellenza.
Visto l'estremo rischio di incendio che tutti i teatri dell'epoca correvano, per via dei materiali in gran parte lignei delle costruzioni e per la pericolosità del sistema di illuminazione, la Nobile Società richiedeva «dagli architetti un particolare studio», promettendo, in cambio, di riconoscere merito a quel progetto che, pur in presenza di elementi costruttivi necessariamente «di materia accendibile come il legno», avesse reso meno esposta alle fiamme la costruzione, grazie a «pronti e facili ripari».
Una certa attenzione era anche rivolta alle necessità di coloro che, a vario titolo, nel nuovo teatro sarebbero convenuti, raccomandando quindi agli architetti di pensare e migliorare le strutture destinate all'uso di chi gravitava intorno alla scena per ragioni di lavoro, e provvedendo ad aumentare l'agio e la tranquillità degli spettatori agevolando le vie d'accesso e, perché no, la sosta in luoghi adatti «al caffè ed alla vendita di altri generi anche commestibili».
I progetti, concludeva il bando, avrebbero dovuto essere presentati entro quattro mesi, aumentati successivamente a sei, ed all'architetto prescelto sarebbe stato dato in dono «un medaglione d'oro del peso di trecento zecchini» oltre al pagamento di una «giusta mercede» per sovrintendere ai lavori di costruzione di «un decoroso teatro che finalmente corrisponda ad una capitale ove Palladio, Sansovino, Sammicheli, Scamozzi ed altri valentuomeni del Bel Secolo hanno lasciati così insigni monumenti».
Gli studi illustrati furono in totale ventotto. Tra i nove concorrenti il vincitore fu l'architetto Giannantonio Selva, che presentò alla giuria uno schema di decorazione nel proprio modello ligneo, modello a tutt'oggi conservato. Da esso vediamo come egli prevedesse di inserire un riquadro con «Apollo e le Muse che civilizzano l'umanità» sulla facciata verso il canale, mentre quella verso San Fantin avrebbe dovuto essere ornata con scene di «Apollo e Marsia» e di «Orfeo che ammansisce Cerbero». Detti riquadri avrebbero dovuto, secondo il progetto, essere prodotti a fresco, in quanto, come osservava nella relazione alla giuria, «sarebbe desiderabile che tal modo di dipingere sol proprio della veneta scuola ritornasse parcamente anche all'esterno delle fabbriche».
Per quanto riguarda le decorazioni del soffitto, il modello del Selva opta per una semplice struttura a intreccio che forma motivi di losanga, incorniciata da una rigogliosa corona vegetale.
Le demolizioni degli edifici che sorgevano sull'area destinata ad ospitare la nuova costruzione iniziarono nell'aprile del 1790 sotto la supervisione di Antonio Solari, ed i lavori furono portati a termine nell'aprile 1792, consentendo che il 16 maggio, festa della Sensa, il teatro venisse ufficialmente inaugurato con I giuochi d'Agrigento di Giovanni Paisiello su libretto del conte Alessandro Pepoli con Giacomo David, Gaspare Pacchierotti e Brigida Banti. Il lavoro del Pepoli non fu accolto univocamente in maniera positiva dal pubblico veneziano, tuttavia l'opera venne difesa dal polemista Francesco Boaretti che sottolineò la futilità delle critiche.
In occasione della serata di inaugurazione, il cronista della Gazzetta Urbana Veneta scrive a proposito della decorazione della Fenice «... ha tutti i requisiti che son necessari all'effetto; chiarezza di tinte, armonia, solidità e leggerezza cose difficili a combinarsi, e che mirabilmente s'uniscono in questo lavoro...».
Lo stesso cronista sottolinea che «...tutti li 174 palchi componenti questo Teatro sono simili perfettamente...», trasponendo in tale uguaglianza architettonica l'ideale di un teatro repubblicano.

## La "trasformazione napoleonica" e i restauri successivi: 1807-1835
Nel gennaio 1807 avviene la prima assoluta di I cherusci di Pavesi, in aprile di Sapersi scegliere un degno sposo ossia Amor vero e amor interessato di Pavesi e di Le metamorfosi di Vincenzo Lavigna ed in novembre di Belle ciarle e tristi fatti di Mayr.
Pur rimanendo di proprietà della Societas che l'aveva costruita, durante la dominazione francese La Fenice assunse chiaramente la funzione di teatro di Stato. Per accogliere come si conveniva Napoleone, si pensò di addobbare la sala in celeste e argento secondo il nuovo stile Impero che si stava diffondendo. La visita avvenne il martedì 1º dicembre 1807 ed in onore dell'illustre ospite venne rappresentata la cantata Il giudizio di Giove di Lauro Corniani Algarotti.
Seguì, il giovedì successivo, una grande festa da ballo. La sala del teatro, sfarzosamente addobbata, nella testimonianza del regio bibliotecario abate Morelli «presentava l'aspetto d'un luogo destinato al ricetto di personaggi della più alta portata».
Nel gennaio 1808 avviene la prima assoluta di Calliroe di Farinelli ed in aprile di La festa della rosa di Pavesi.
Al fine di ovviare alla mancanza di un palco reale si costruì una loggia provvisoria per accogliere l'imperatore, e solo l'anno dopo si pensò di dare incarico al Selva, che già aveva sovrinteso ai preparativi fatti per la visita del 1807, di progettare una struttura fissa appositamente studiata per ospitare il sovrano. Nel contempo si stabilì di procedere ad una nuova decorazione della sala. Questa trasformazione "napoleonica" sulla struttura della Fenice era stata preceduta l'anno prima da un intervento attuato alla Scala di Milano, capitale del Regno Italico. E da Milano, infatti, giunsero, assieme ai quattrini necessari ai lavori (150.000 lire italiane), anche le linee direttrici per «la costruzione del palco del Governo nel Teatro della Fenice, occupandovi sei palchetti» e per le nuove decorazioni.
Al concorso, bandito il 4 giugno 1808 dall'Accademia delle Belle Arti, quattro furono i progetti che vennero esaminati dalla commissione, tra i cui membri figurava anche il Selva. Questa scelse, già il 28 giugno successivo, i disegni dell'ornatista Giuseppe Borsato presentati con il motto «nec audacia defuit, sed vires», il quale, una volta che il progetto venne approvato dal vice re Eugenio Beauharnais, poté avere il contratto siglato già il 25 settembre. Il progetto di Borsato, di netto stile Impero, prevedeva una struttura a regolari comparti geometrici attorno ad un Trionfo di Apollo sul cocchio attorniato dal coro delle Muse. Un soggetto, quindi, chiaramente conveniente ad un teatro e, nel contempo, una facilmente riconoscibile allusione al nuovo potente che, nella migliore tradizione barocca, veniva assimilato al dio solare. Attorniavano la scena centrale dieci medaglioni con teste laureate e, sul bordo, quattro finti rilievi allusivi alla musica, il tutto incorniciato da un fregio con maschere e festoni retti da fenici e da genietti. Collaborarono alla decorazione, che fu portata a termine in tempo da permettere la regolare riapertura il 26 dicembre 1808, altri pittori come 'figuristi'. Dei tre chiamati dal Borsato a collaborare, sembra che Giambattista Canal abbia lavorato all'affresco maggiore con il cocchio di Apollo; Costantino Cedini abbia dipinto il nuovo sipario, mentre Pietro Moro si sarebbe occupato dell'esecuzione dei finti rilievi. Di netto contenuto ideologico furono, invece, le decorazioni della loggia imperiale fatte per mano di Giovanni Carlo Bevilacqua che scrisse di aver dipinto a guisa di bassorilievi sulle tre pareti e «a tempera Ercole che uccide l'Idra» ed «Ercole che coglie i frutti nell'Orto delle Esperidi», raffigurando «sopra la porta un Genio militare in una biga tirata da quattro cavalli, coronato dalla Fama, e guidato dal Dio Marte». Quella loggia che già il Selva il 6 luglio 1808 ebbe modo di precisare che sarebbe stata «nell'interno armonicamente ripartita con pilastri, quadrature, intagli e quattro specchiere, il tutto messo ad oro e vernice... Il Baldacchino e lo Strato... di veluto foderato di raso con ricchi galloni, frangie, e fiocchi d'oro».
La nuova loggia imperiale dovette attirare l'attenzione di tutti i presenti alla serata inaugurale il 26 dicembre per la prima assoluta di Il ritorno d'Ulisse di Mayr, essendo essa divenuta il fulcro della sala teatrale, tanto più che la decorazione, secondo una scelta di coerente gusto neoclassico che consentiva anche un apprezzabile contenimento di spesa, offriva raffinate variazioni in monocromo.
Comunque si conquistò il sincero favore del Segretario della I.R. Accademia Antonio Diedo che la definì «opera pregevolissima, che accoppia in modo distinto la comodità all'eleganza», nonché gli apprezzamenti di Klemens von Metternich che, omaggiato nuovo signore, poté assistere la sera del 16 dicembre 1822 ad uno spettacolo che lui stesso definì «sans pareil» in una loggia che gli apparì «merveilleusement belle».

### Il primo restauro radicale del teatro: 1825-1828
Nel 1825 si rende necessario un restauro radicale dato che «le autorità governative - avevano espresso - ripetutamente il loro malcontento per lo stato indecoroso nel quale era ridotta la decorazione della sala teatrale sia a causa del tempo sia per le emanazioni di fumo delle lumiere ad olio». Ad essere incaricato dei nuovi lavori è ancora una volta Giuseppe Borsato, scenografo ufficiale del teatro. Elemento cardine della sala diviene ora il grande lampadario appeso ad una volta a padiglione. Al posto del cocchio di Apollo, Borsato raffigura le dodici ore della notte, mentre per i parapetti dei palchi sceglie decorazioni monocrome raffiguranti foglie di acanto, strumenti musicali, festoni, maschere, genietti.
L'inaugurazione della nuova sala avviene il 23 dicembre 1828.

## Dall'incendio del 13 dicembre 1836 agli interventi del 1976

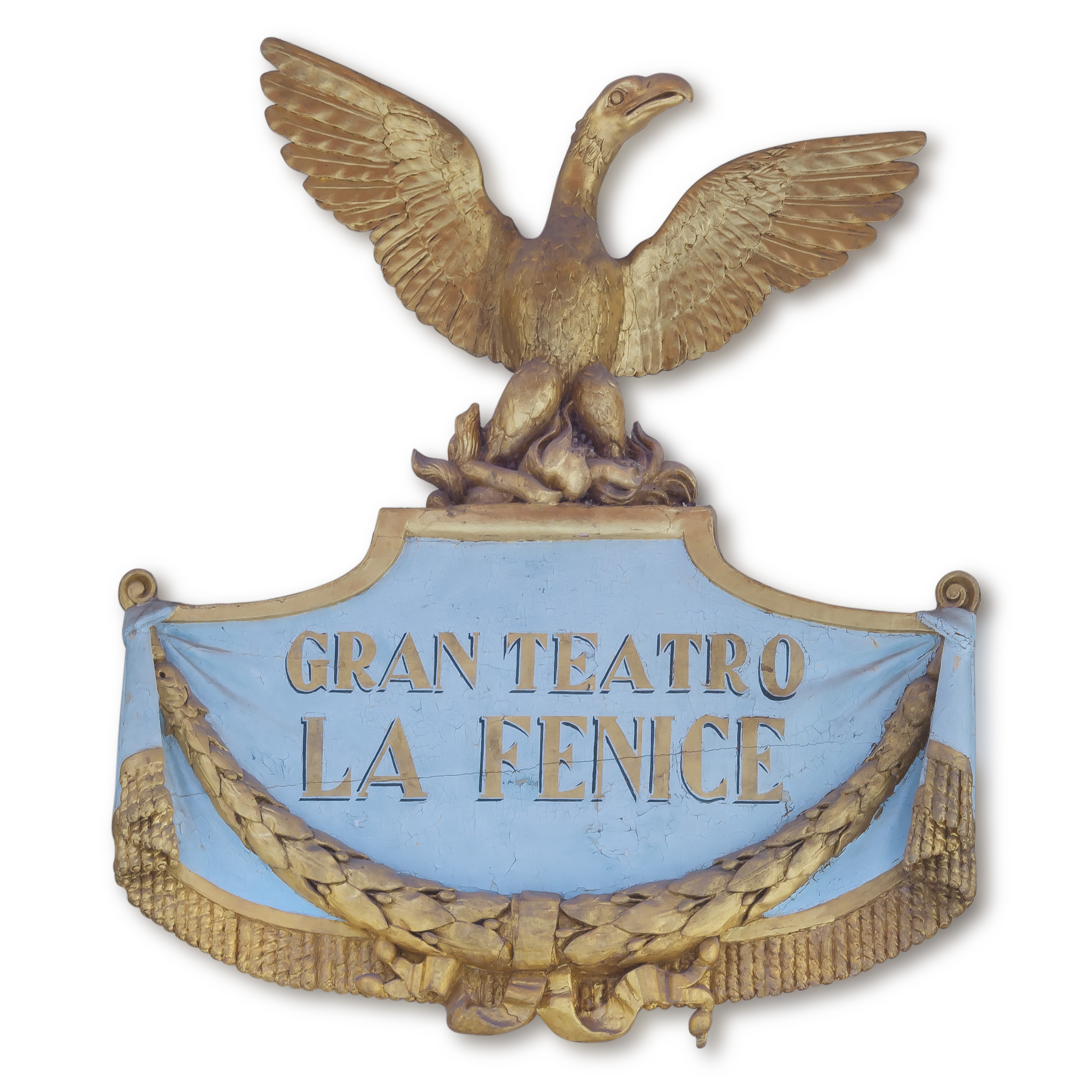
Particolare della targa del teatro.

Il 13 dicembre 1836 un incendio, causato probabilmente dal cattivo funzionamento di una stufa, distrusse la sala teatrale e parte del teatro. Il teatro crollò, ma furono risparmiati dal fuoco l'atrio e le sale Apollinee.
La società proprietaria del teatro incaricò i fratelli ingegneri Tommaso e Giovan Battista Meduna per il progetto della ricostruzione del teatro. Tranquillo Orsi lavorò alla decorazione del soffitto; a Giuseppe Borsato, invece, il governo affidò la decorazione del palco reale.
Si rifecero anche gli stucchi dell'atrio del Selva per mano di Giambattista Lucchesi e Giambattista Negri, concordemente elogiati per lo «stupendissimo» risultato ottenuto sostituendo le scene affrescate del Settecento con specchi e marmorini che mettevano in risalto l'architettura. Una «... maestosa scala in pietra con laterali balaustre, pur di pietra...» portava alla «...grande ricca sala ad uso di accademie musicali e di festini.... È la sala decorata nelle pareti con pilastri corintii a stucco, fra i quali sono infisse otto specchiere di nove lastre con foglia per ciascuna, e con riquadratura di legno all'intorno indorata».
Qualche intervento toccò pure alla facciata sul Rio Menuo dove gruppi di putti a monocromo vennero affrescati nelle sette lunette del portico da Sebastiano Santi; mentre nel vestibolo dell'entrata via terra furono collocate due steli. Una a sinistra, opera di Luigi Zandomeneghi, raffigurante Carlo Goldoni; l'altra a destra, scolpita da Antonio Giaccarelli su disegno di Giambattista Meduna in omaggio al Selva, mentre sulla facciata faceva la sua comparsa la nuova insegna del Teatro in oro e celeste.
Il 26 dicembre 1837 il nuovo teatro venne inaugurato completo delle nuove decorazioni con la prima assoluta di Rosmunda in Ravenna di Giuseppe Lillo.

### Le vicende del palco imperiale: i moti del 1848, l'Imperial Regio Governo Austriaco e il Leone di San Marco nel 1946

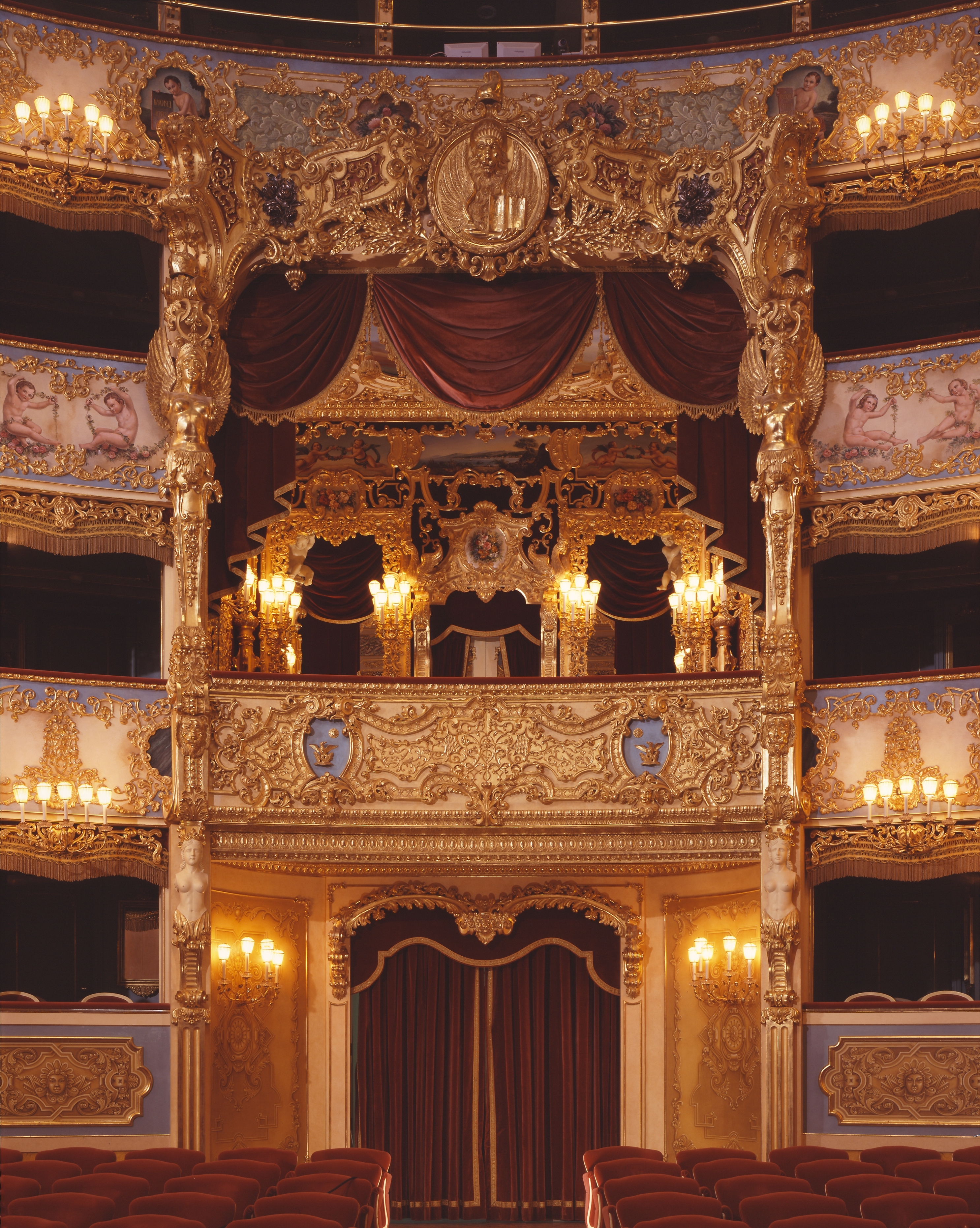
Palco reale

Gli unici interventi che si registrarono dopo la ricostruzione del 1837 riguardarono solo il palco imperiale che la sollevazione popolare del '48 volle fosse abolito in quanto simbolo dell'oppressione austriaca. Tuttavia, i sei palchi che allora vennero costruiti al posto della loggia imperiale, che riportarono la Fenice alle sue origini settecentesche, ebbero vita effimera. Il 22 agosto 1849, infatti, «ritornato l'Imperial Regio Governo Austriaco venne da questo ordinato di ricostruire la loggia nella stessa precedente sua forma, e ne fu tosto attuato il lavoro» dai Meduna. Per la decorazione del palco imperiale venne nuovamente chiamato l'ormai vecchio Giuseppe Borsato. Proclamata la Repubblica il 18 giugno del 1946, lo stemma monarchico sparì per lasciare il posto al Leone di San Marco. La realizzazione è quella che verrà distrutta il 29 gennaio 1996 da un secondo incendio.

### Il restauro del 1854
Il successivo intervento sulla sala della Fenice avvenne nel 1854, e fu dovuto alla necessità di restaurare il soffitto, il che costituì l'occasione per procedere ad una nuova decorazione secondo l'estetica allora in voga. Al gusto allora imperante, tutto aperto ai più diversi stili del passato ed all'esotico, la decorazione del teatro, improntata a canoni tardo-neoclassici, doveva sembrare ormai superata.
Richiamandosi ad un Settecento immaginario, il Teatro, nuovamente restaurato dal Meduna, si riallacciava al mito di un tempo felice ed irrimediabilmente passato, quando ancora Venezia poteva essere annoverata tra le capitali dell'arte e della cultura. Così, allo spettatore che vi entrava, la ricca sala del Teatro poteva dare per un momento l'illusione di rivivere quel passato glorioso e magnifico, facendolo evadere dalla realtà di profonda crisi e declino che la città invece drammaticamente viveva. E il Teatro che venne inaugurato nel dicembre 1854 era praticamente lo stesso andato perduto nel corso dell'ultimo recente incendio del 29 gennaio 1996.

### Il restauro del 1937
Rimane solo da registrare qualche significativo intervento di Lodovico Cadorin fra il 1854 ed il 1859 negli ambienti del piano nobile e negli stucchi dello scalone di accesso alle sale apollinee, le cui tracce ad ogni modo furono disperse dal restauro del 1937. Il Comune, divenuto proprietario del teatro, ne affidò il rinnovamento all'ingegnere Eugenio Miozzi, incaricandolo di rendere lo stabile più consono alle nuove esigenze sceniche e di riportarlo al suo aspetto neoclassico. L'atrio venne raddoppiato. Il pittore Giuseppe Cherubini restaurò le decorazioni della sala teatrale, delle sale Apollinee e il sipario sotto le direttive di Nino Barbantini. La scena divenne girevole, aumentò in altezza e venne attrezzata con nuove macchine.

### Gli interventi dal 1865 al 1976
Un altro intervento avvenne nel 1865 un anno prima dell'annessione di Venezia al Regno d'Italia, quando si volle celebrare con spirito risorgimentale il sesto centenario della nascita di Dante Alighieri e, a scopo celebrativo, il pittore Giacomo Casa aveva realizzato la grande composizione che vedeva l'Italia nell'atto di incoronare il sommo poeta all'interno della cornice che orna il soffitto; e per le pareti sei dipinti a tempera, ad affresco, con altrettante scene tratte dalla Divina Commedia. Due di queste vennero poi sostituite con altre eseguite a tempera nel 1867 da Antonio Ermolao Paoletti. 
Nel settembre del 1976 le pareti e il soffitto di questo ambiente, ribattezzato sala Guidi, accolsero opere realizzate dal pittore veneziano Virgilio Guidi, che andarono a coprire gli episodi danteschi.
Nel 1867 avvenne la prima assoluta con successo di Don Diego de' Mendoza di Giovanni Pacini con Mario Tiberini e nel 1903 di Il santo di Francesco Ghin diretta da Rodolfo Ferrari con Titta Ruffo alla presenza del re Vittorio Emanuele III di Savoia e della regina Elena del Montenegro.

## Il secondo incendio e la ricostruzione (1996 - 2003)

Una vista dall'alto dei devastanti danni causati dal rogo

Il 29 gennaio 1996 un devastante incendio doloso distrusse il teatro. Il rogo impegnò i vigili del fuoco per tutta la notte. Si decise di ricostruire lo storico teatro ispirandosi al motto «com'era, dov'era», ripreso dalla ricostruzione del campanile di San Marco.
Immediatamente dopo l'incendio si eseguirono tutti gli interventi necessari a prevenire ed evitare situazioni di pericolo per la pubblica incolumità, come ad esempio le opere di puntellamento delle murature perimetrali. Solo dopo il dissequestro del cantiere viene quindi avviata la rimozione delle macerie, smaltite in circa tre mesi.
Già il 6 febbraio vennero stanziate con decreto legge le prime risorse finanziarie e venne istituita la figura del Commissario Delegato per la ricostruzione.
Il 7 settembre 1996 venne pubblicato il bando di gara cui parteciparono dieci imprese italiane ed estere. Dopo alcuni ricorsi, la A.T.I. Holzmann si aggiudicò l'appalto col progetto dell'architetto Aldo Rossi.
Dal 14 (con Die Weihe des Hauses di Beethoven, la Sinfonia di Salmi di Igor' Fëdorovič Stravinskij ed il Te Deum di Antonio Caldara con Patrizia Ciofi, Sonia Ganassi e Sara Mingardo dirette da Riccardo Muti alla presenza del Presidente della Repubblica Italiana) al 21 dicembre 2003 ebbe luogo la settimana inaugurale del teatro.
I responsabili dell'incendio furono in seguito individuati e condannati. Un imprenditore, Enrico Carella, e il suo cugino e dipendente elettricista Massimiliano Marchetti, con la loro ditta VIET stavano lavorando alla manutenzione del teatro e, per non incorrere in una penale dovuta ai ritardi accumulati dalla propria impresa, decisero di causare un piccolo incendio per provocare un ritardo imputabile a causa di forza maggiore. Riconosciuti colpevoli con sentenza definitiva della Cassazione del 14 luglio 2003 Carella e suo cugino furono condannati rispettivamente a 7 e a 6 anni di prigione. Marchetti scontò due anni in carcere ed usufruì in seguito degli sconti di pena derivanti da un indulto. Carella fece perdere le proprie tracce poco prima della sentenza della Cassazione e risultò latitante e ricercato dalla Digos e dall'Interpol. Catturato al confine tra Messico e Belize nel febbraio 2007, fu rinchiuso in un carcere di Città del Messico. Dopo la sua estradizione stette in carcere a Busto Arsizio dal maggio 2007 per circa 16 mesi (oltre ai 224 giorni trascorsi precedentemente in isolamento a Padova). Anch'egli usufruì degli sconti dell'indulto e fu affidato successivamente al centro di riabilitazione Castelsalus di Castello di Godego in regime di semi-libertà, con obbligo di pernottamento in carcere.

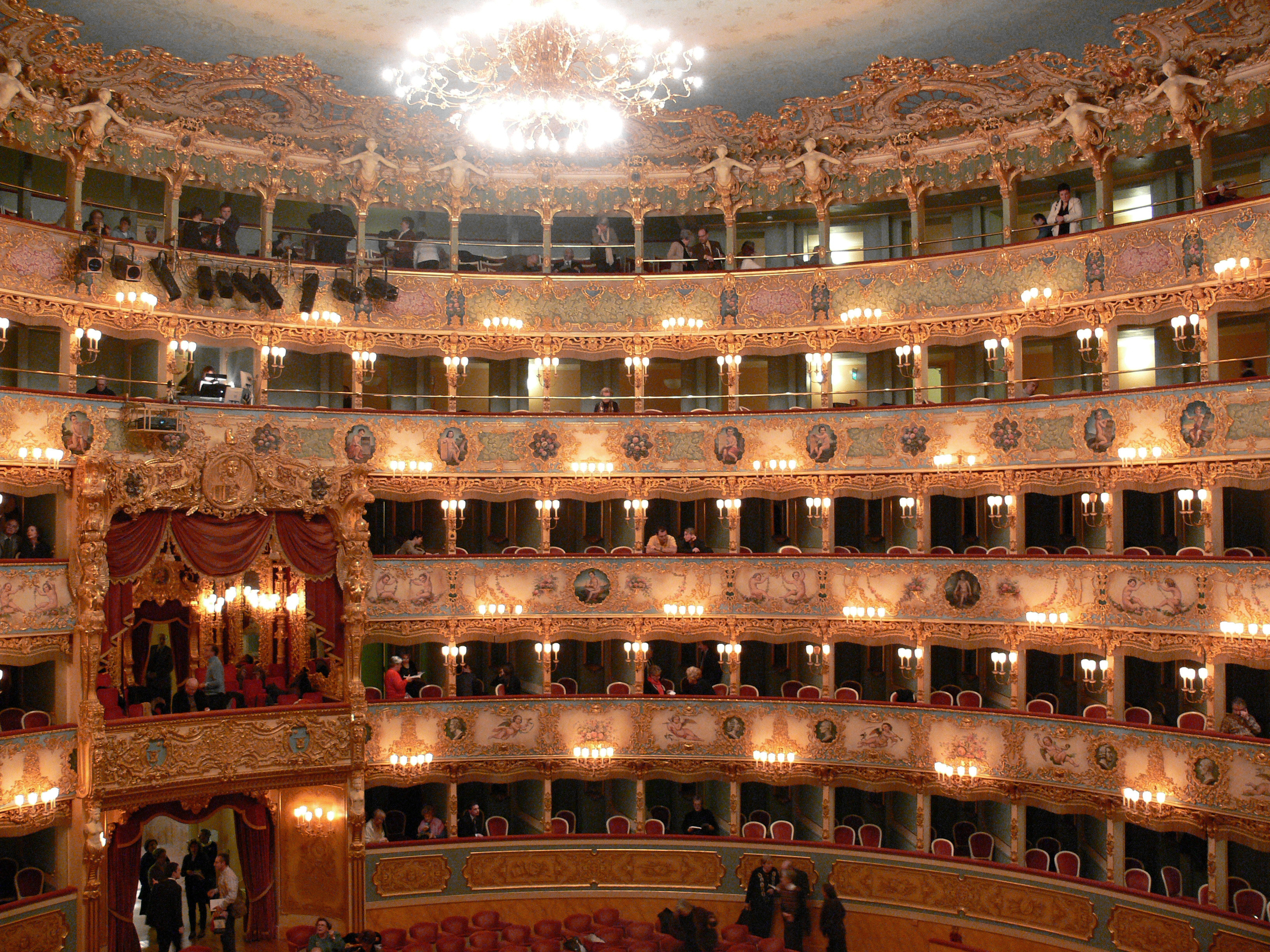
L'interno del teatro

### Sale Apollinee: restauro conservativo e ricostruzione
L'Avancorpo del Teatro, la cui facciata principale prospetta sul Campo San Fantin, da cui avviene l'ingresso principale degli spettatori, a piano terreno contiene l'atrio ed il foyer, da cui, mediante lo scalone d'onore, si giunge alle Sale Apollinee propriamente dette e gravemente danneggiate nell'incendio: per esse è stato effettuato un intervento conservativo delle parti residue ed una ricostruzione filologica di quelle rimanenti, con l'utilizzo di materiali e tecniche tradizionali. 

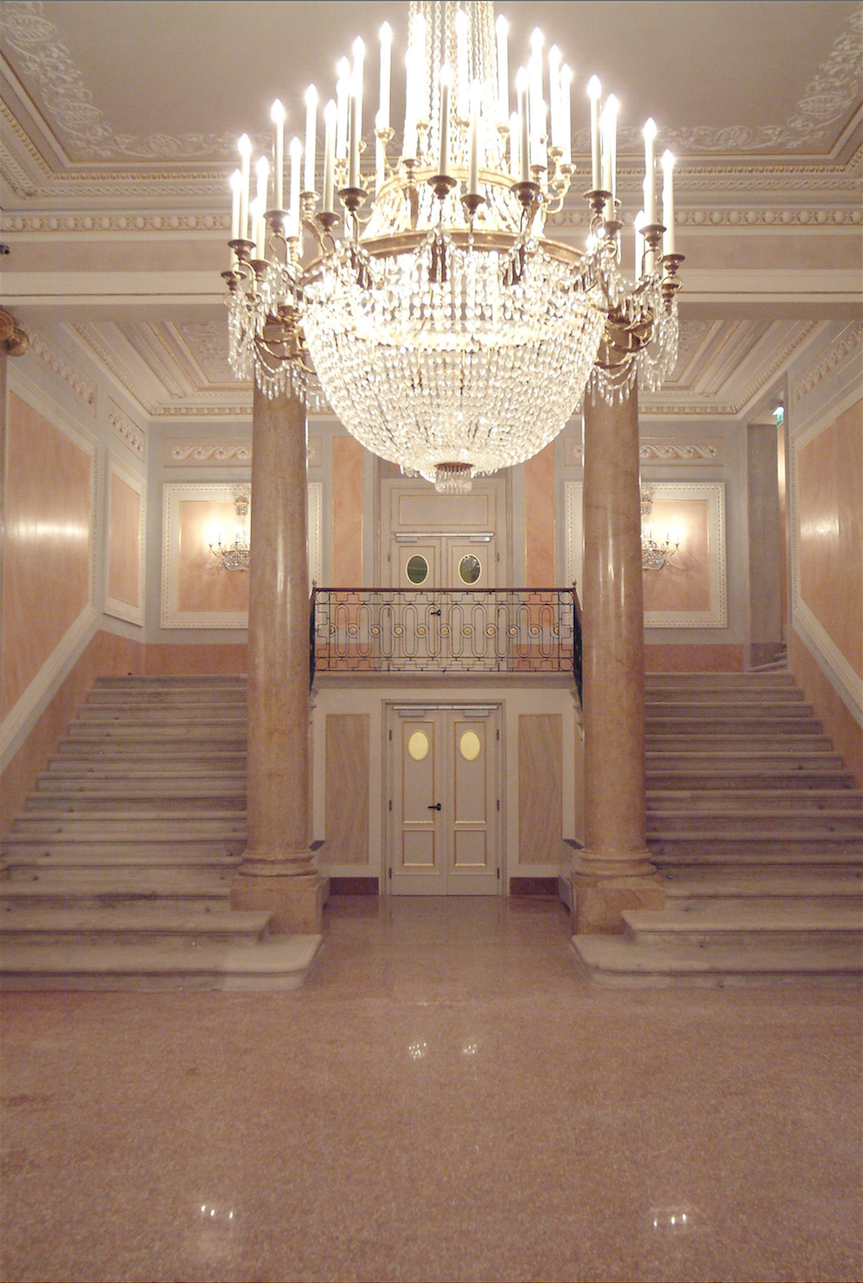
Zona del Foyer de La Fenice

Il progetto di restauro dei decori si definisce come un «atto d'amore verso i frammenti superstiti»: usando le stesse parole di Aldo Rossi, affinché sia sempre possibile anche dopo l'intervento di restauro e di integrazione, una lettura della storia dell'edificio. 

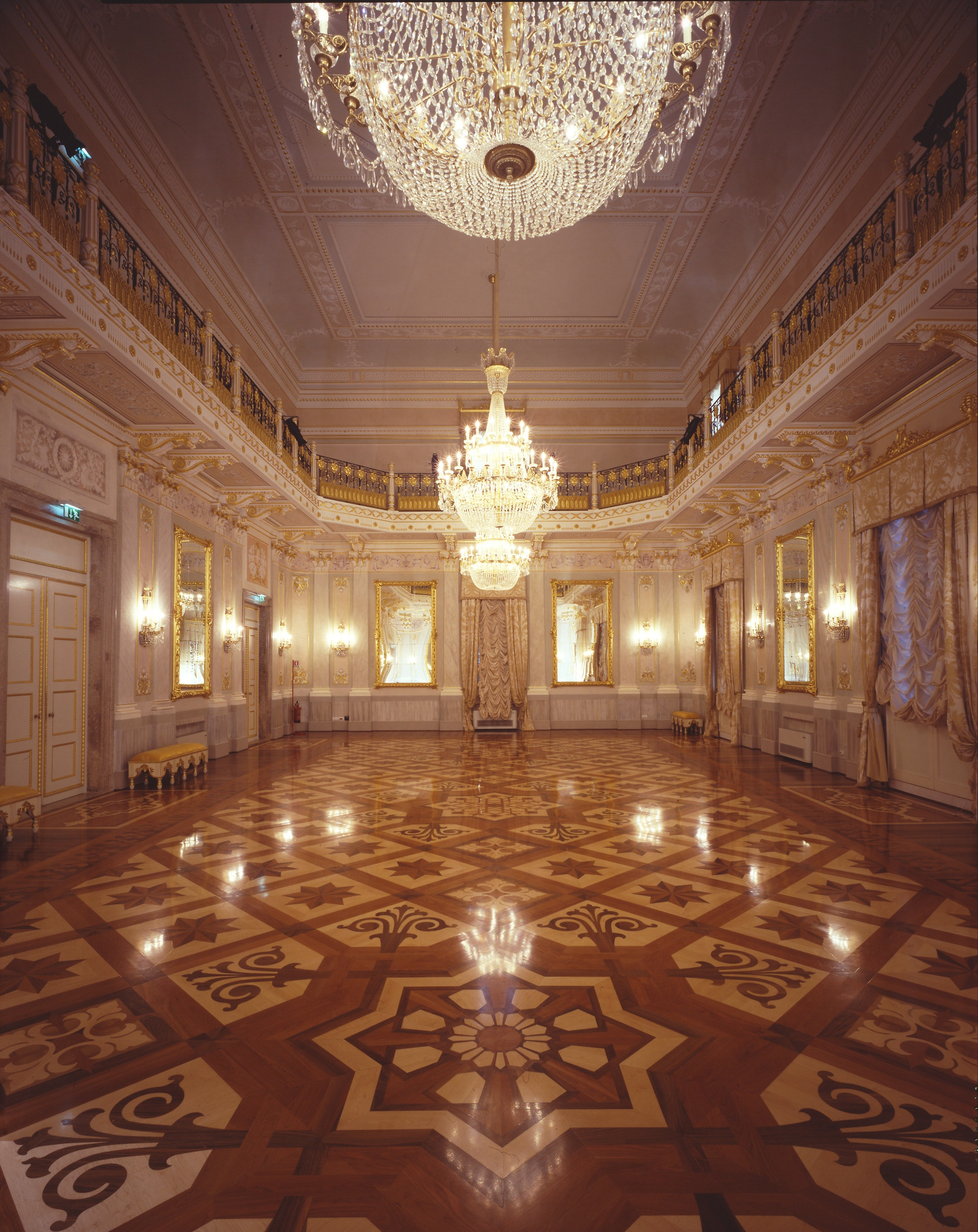
La Sala Grande è la principale delle cinque Sale Apollinee: è illuminata da tre finestre che si trovano al centro della facciata d'ingresso

Nel sottotetto, liberato dalla sua antica destinazione di laboratorio scenografico, è stata ricavata una nuova sala espositiva aperta al pubblico anche grazie alla nuova scala esterna di sicurezza. Tale spazio, uno dei più interessanti del complesso teatrale con le sue imponenti capriate lignee a vista, è stato ricostruito com'era e, per le sue proporzioni e la sua architettura, si presta alla realizzazione di manifestazioni culturali.

### Sala teatrale: ricostruzione filologica

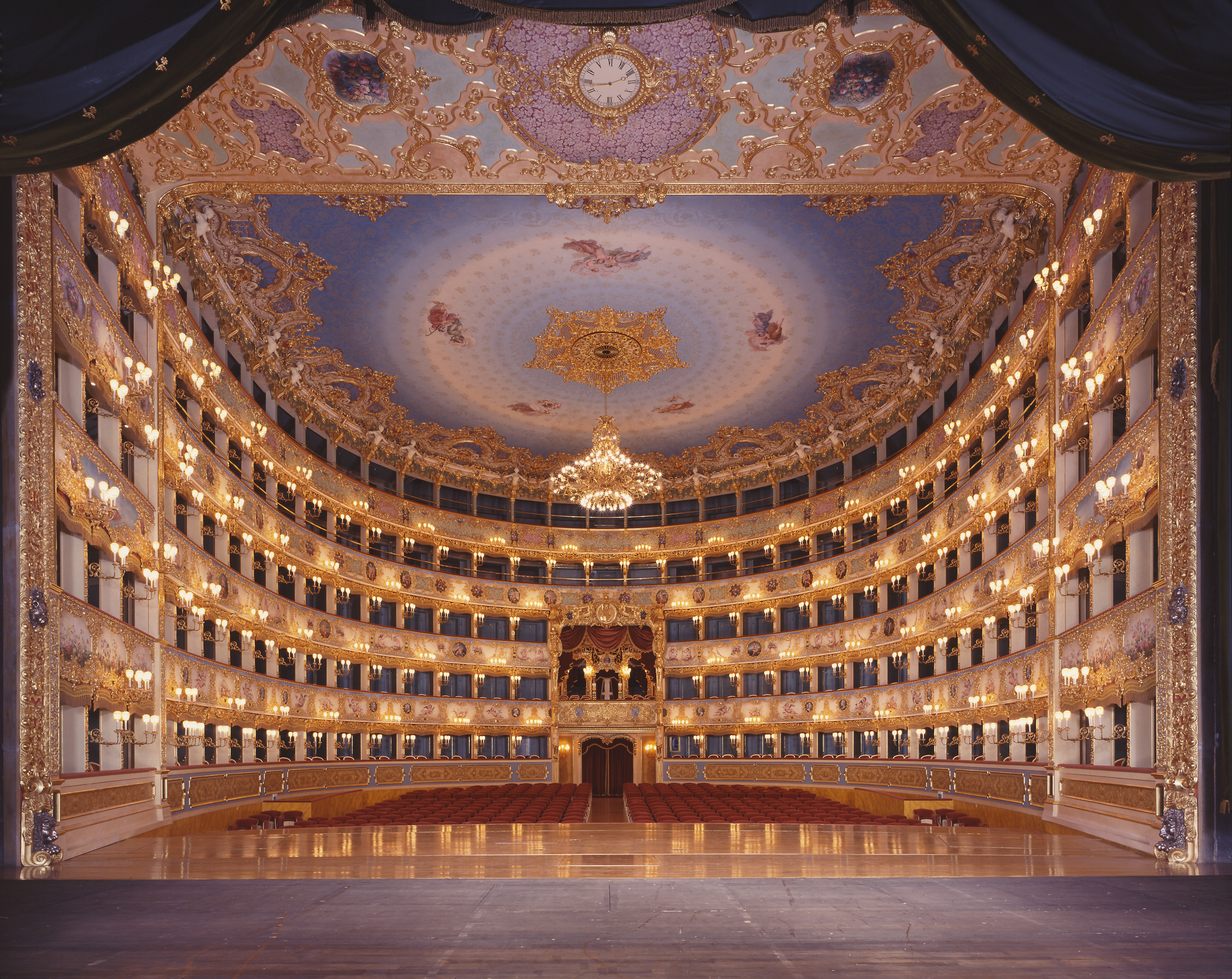
Vista del teatro dal palcoscenico

La sala teatrale completamente distrutta dall'incendio è caratterizzata da una ricostruzione filologica basata, sul rigoroso «com'era, dov'era», con il mantenimento di tutti i cinque ordini di palchi, corredati del medesimo apparato decorativo in cartapesta e legno anche sulla base di una minuziosa ricerca fotografica. Il concetto informatore è stato quello di riproporre la sala originaria soprattutto nella sua specifica soluzione tecnica, basata sul prevalente uso del legno accuratamente scelto e sapientemente trattato per ottenere la migliore resa acustica. Il progetto ha dato luogo anche al ripristino dell'originario accesso alla sala teatrale dalla cosiddetta “entrata d'acqua” dal rio prospiciente il teatro. Tale accesso, originariamente voluto dal Selva, nel corso del tempo non era più stato utilizzato dagli spettatori. Nel piano sottoplatea vengono ricavate alcune sale prova per gli strumentisti che, consentono ai professori d'orchestra di accedere al golfo mistico senza interferire con la sala. La modifica del sistema delle vie di fuga, oltre che l'adeguamento degli impianti, ha inoltre consentito di portare il numero degli spettatori ammissibili dagli 840, precedenti all'incendio, ai nuovi 1.000 posti.

### Torre scenica: ricostruzione e realizzazione di nuova macchina scenica
Anch'essa è stata devastata dall'incendio del 1996 ed il suo volume architettonico è vincolato alla configurazione precedente. La nuova macchina scenica, completamente rinnovata nell'ottica del miglioramento delle caratteristiche tecnologiche del teatro, collabora con le strutture murarie ed è stata progettata contestualmente all'Ala Nord per permettere il massimo utilizzo del palcoscenico e dei vani attigui idonei al ricovero delle scene. In tale ottica è stato realizzato un nuovo palcoscenico laterale che potrà traslare sul principale, ottenuto grazie alla demolizione dei preesistenti arconi ad ogiva che delimitavano lo spazio scenico.

### Ala Nord (camerini e servizi)
È il corrispondente nucleo edilizio addossato al teatro vero e proprio, anch'esso danneggiato nell'incendio per il quale è possibile una maggiore libertà di progettazione in mancanza di strutture storiche di rilievo. Fin dai tempi del Selva e poi nelle successive modificazioni e ampliamenti del teatro dovuti al Meduna, al Cadorin ed infine al Miozzi, questa parte di edificio ha da sempre interagito con la zona del palcoscenico ed ha progressivamente occupato l'antico sedime della corte Lavezzera. Sono stati completamente ridisegnati i servizi teatrali tenendo conto delle esigenze funzionali del teatro stesso (spogliatoi, camerini, sale prova) razionalizzando ed adeguando alle norme vigenti scale di sicurezza ed i sistemi di risalita in generale.

### Ala Sud (uffici e 'Sala Rossi')
Anch'essa danneggiata nell'incendio, questa porzione del complesso teatrale contiene, oltre agli uffici gestionali del Teatro, riposizionati ed organizzati, il segno architettonico più forte nella ricostruzione: la Sala Nuova, ora chiamata Sala Rossi. Tale sala è composta di una zona in piano per l'orchestra, e di un ballatoio a gradoni per i coristi o per il pubblico durante l'esecuzione di concerti da camera o conferenze, è caratterizzata dalla quinta scenografica interna che riproduce un frammento della Basilica Palladiana di Vicenza; utilizzata longitudinalmente ripropone, per il coro e l'orchestra, la medesima posizione del palcoscenico nella sala teatrale ed è stata progettata con l'obiettivo di rendere la medesima acustica della sala teatrale. Nel contempo la Sala Nuova può essere usata autonomamente con accesso dalla calle prospiciente il Rio de la Fenice, ove possono avere luogo anche concerti da camera e conferenze, ampliando così le funzionalità della Fenice, e diventando quindi un altro importante polo delle attività del corpo teatrale al servizio della città.
Durante i lavori, le rappresentazioni dell'ente lirico veneziano hanno avuto luogo al Palafenice, una struttura provvisoria appositamente creata al Tronchetto, e al Teatro Malibran.
Dal 2015 il teatro ospita una mostra permanente dedicata a Maria Callas e ai suoi anni di attività a Venezia.

## La settimana inaugurale: 14-21 dicembre 2003

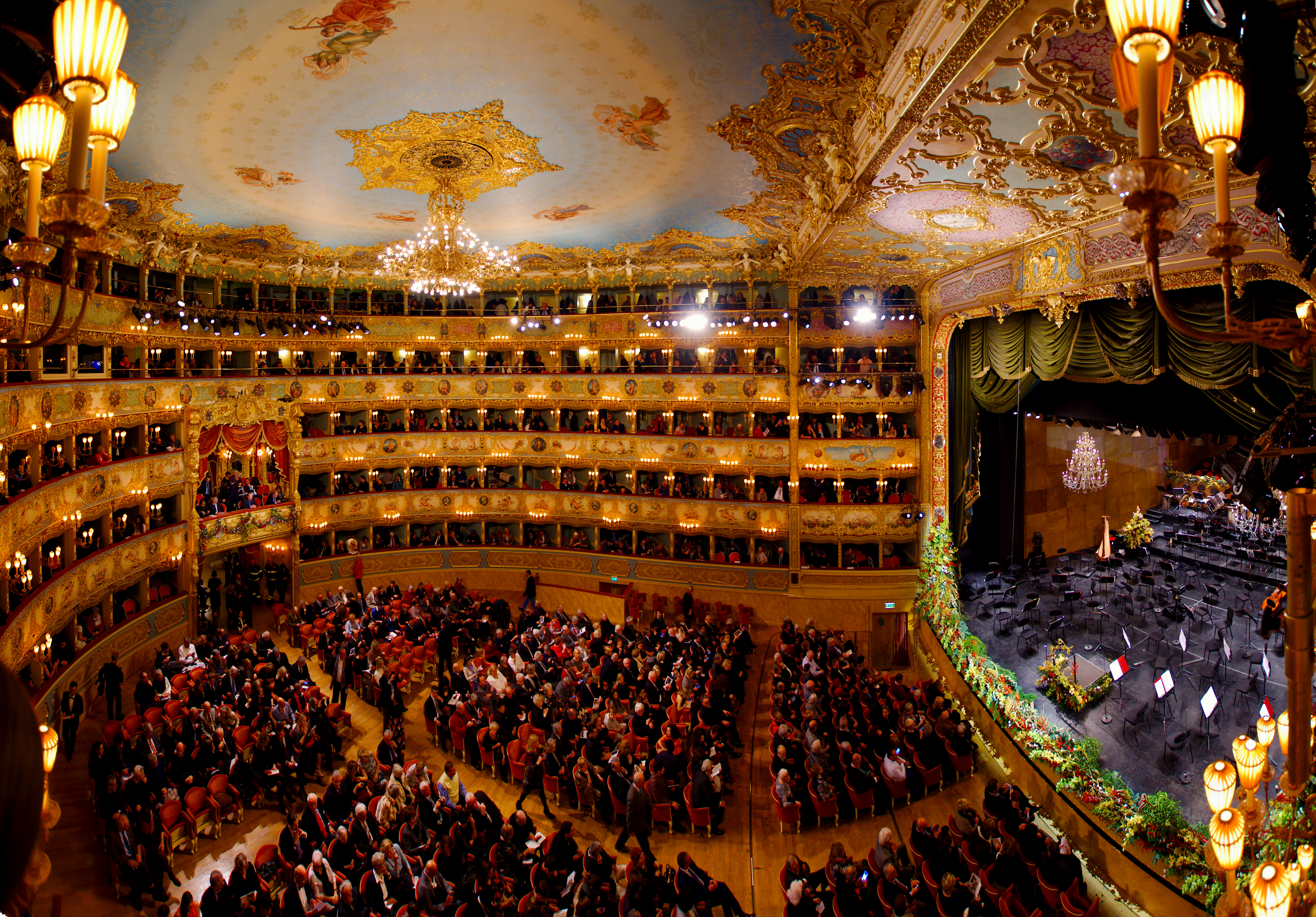
L'interno del teatro durante un concerto

Per festeggiare la riapertura del teatro, la Fondazione Teatro La Fenice ed il Comune di Venezia, assieme alla Regione del Veneto, presentarono una settimana di eventi musicali nella nuova Fenice.
Alla presenza, in palco reale, del Presidente della Repubblica Carlo Azeglio Ciampi ed in diretta televisiva, Riccardo Muti aprì la Settimana Inaugurale nel ricostruito Teatro La Fenice il 14 dicembre 2003, con l'Orchestra e il Coro del Teatro La Fenice.
Il concerto si avviò con una pagina dal significato beneaugurante: La consacrazione della casa di Ludwig van Beethoven, cui seguì un programma improntato alla tradizione della civiltà musicale veneziana: di Igor' Fëdorovič Stravinskij, compositore che riposa nel cimitero dell'Isola di San Michele, la Sinfonia di Salmi, seguita dal Te Deum di Antonio Caldara, compositore veneziano e protagonista della vita artistica della città lagunare fra Sei e Settecento; infine “Tre Marce Sinfoniche” di Richard Wagner, legatissimo a Venezia per avervi soggiornato varie volte e per avervi creato il secondo atto di Tristan und Isolde e parte di Parsifal oltre che diretto una sua sinfonia giovanile nel 1882 alle Sale Apollinee della Fenice.
Il 15 dicembre la Fenice ospitò un concerto della Philharmonia Orchestra di Londra diretta da Christian Thielemann. Ancora Richard Wagner nella seconda serata che aprì col Preludio dell'atto primo di Lohengrin, seguito dall'Intermezzo di Manon Lescaut di Giacomo Puccini. Quindi ancora Wagner col Vorspiel und Liebestod da Tristan und Isolde. Conclusero la serata i poemi sinfonici Tod und Verklärung (Morte e Trasfigurazione) e Till Eulenspiegels lustige Streiche (I tiri burloni di Till Eulenspiegel), entrambi di Richard Strauss.
Si deve alla volontà di Luciano Berio, scomparso il 27 maggio 2003, la partecipazione alla terza serata della Settimana Inaugurale, mercoledì 17 dicembre, dell'Orchestra e del Coro dell'Accademia Nazionale Santa Cecilia di Roma e del Coro di Voci Bianche Aureliano, che, diretti da Chung Myung-whun, eseguirono la Sinfonia n. 3 di Gustav Mahler.
Ouverture in prima assoluta, lavoro scritto per l'occasione dal giovane compositore catanese Emanuele Casale, giovedì 18 dicembre. L'Orchestra e il Coro del Teatro La Fenice, diretti da Marcello Viotti, quindi proposero un omaggio al compositore e direttore d'orchestra veneziano Giuseppe Sinopoli, con l'esecuzione di Lou Salomè Suite n. 2. A conclusione della serata, Viotti dirige la Messe Solennelle di Gioachino Rossini.
Il 19 dicembre, il palcoscenico del Teatro La Fenice accolse Elton John.
Per la prima volta a Venezia, i Wiener Philharmoniker, diretti da Mariss Jansons, furono i protagonisti del concerto del 20 dicembre, con l'esecuzione dell'ouverture de Euryanthe di Carl Maria von Weber, cui seguì la Sinfonia n. 2 di Robert Schumann ed i Quadri da un'esposizione di Modest Petrovič Musorgskij.
La Settimana Inaugurale si chiuse il 21 dicembre con l'Orchestra Filarmonica di San Pietroburgo diretta da Yuri Temirkanove la Sinfonia n. 4 di Pëtr Il'ič Čajkovskij seguita da Le sacre du printemps di Igor Stravinskij.
A partire dal 1991 si tiene il concorso pianistico nazionale "Premio Venezia" rivolto alla promozione di giovani talenti artistici.
Dal 1º gennaio 2004, per festeggiare la riedificazione del teatro, La Fenice ospita il Concerto di Capodanno durante il quale vengono eseguite arie e brani d'opera.
Il Concerto, giunto alla sua X edizione, è trasmesso in diretta dalla Rai che ha poi venduto i diritti alle tv di Francia, Germania, Svizzera, Austria e Albania. In differita viene trasmesso anche in Giappone e nell'intera America Latina.
Ogni anno il concerto comprende due celeberrime pagine della lirica italiana: il coro del Nabucco “Va pensiero” e il brindisi della Traviata «Libiamo ne' lieti calici», entrambi di Giuseppe Verdi.

## Cronologia
1787
La Nobile Società, proprietaria del teatro San Benedetto, decide di costruirne uno di nuovo a San Fantin.
1º novembre 1789
Così recita il bando di concorso per la costruzione del Gran Teatro La Fenice. Giannantonio Selva è il vincitore.
16 maggio 1792
Il nuovo teatro del Selva viene ufficialmente inaugurato.
1º dicembre 1807
Si costruisce una loggia provvisoria per accogliere Napoleone in visita a Venezia.
4 giugno 1808
Si stabilisce di procedere ad una nuova decorazione della sala. Il concorso, bandito dall'Accademia di Belle Arti, viene vinto da Giuseppe Borsato.
26 dicembre 1808
Viene inaugurata la nuova loggia imperiale, fulcro della sala teatrale.
1825-1828
Si rende necessario un restauro radicale. Ad essere incaricato dei nuovi lavori è ancora una volta Giuseppe Borsato, scenografo ufficiale del teatro. Elemento cardine della sala diviene ora il grande lampadario appeso ad una volta a padiglione. Al posto del cocchio di Apollo, Borsato raffigura le dodici ore della notte, mentre per i parapetti dei palchi sceglie decorazioni monocrome raffiguranti foglie di acanto, strumenti musicali, festoni, maschere, genietti. L'inaugurazione della nuova sala avviene il 27 dicembre 1828.
13 dicembre 1836
Primo incendio
1837
Vengono ingaggiati i fratelli ingegneri Tommaso e Giovan Battista Meduna per il progetto della ricostruzione del teatro.
1844
L'illuminazione a olio del teatro è sostituita con un nuovo impianto a gas.
1848
La loggia imperiale, in seguito ai motti patriottici, viene distrutta e sostituita con palchetti.
1849
Il governo austriaco, stabilitosi alla guida della città, incarica i fratelli Meduna di ricostruire la loggia imperiale.
1853
Viene bandito per due volte il concorso per la nuova decorazione della sala. Il progetto prescelto è ancora quello di Giovan Battista Meduna. La realizzazione è quella che verrà distrutta il 29 gennaio 1996 da un secondo incendio.
1865
Nel sesto centenario della nascita di Dante una delle sale Apollinee è decorata con episodi danteschi del pittore Giacomo Casa.
1866
Dopo l'annessione di Venezia all'Italia, la loggia imperiale del teatro è trasformata in palco reale collocando al centro del fastigio lo stemma sabaudo con la prima assoluta della cantata Venezia liberata al suo re di Antonio Buzzolla alla presenza di Vittorio Emanuele II di Savoia.
1876
La società proprietaria del teatro si scioglie.
1892
Introduzione dell'illuminazione elettrica nel teatro. Il teatro La Fenice assume la veste giuridica di ente morale.
1904
Per aumentare i posti del teatro vengono trasformati in galleria i settori laterali del 30 ordine di palchi.
1937
Il Comune, divenuto proprietario del teatro, ne affida il rinnovamento all'ingegnere Eugenio Miozzi, incaricandolo di rendere lo stabile più consono alle nuove esigenze sceniche e di riportarlo al suo aspetto neoclassico. L'atrio viene raddoppiato. Il pittore Giuseppe Cherubini restaura le decorazioni della sala teatrale, delle sale Apollinee e il sipario sotto le direttive di Nino Barbantini. La scena diviene girevole, aumenta in altezza e viene attrezzata con nuove macchine.
1938
Viene inaugurata la nuova Fenice del Miozzi.
1946
Con la proclamazione della Repubblica, lo stemma sabaudo sul fastigio del palco reale viene sostituito dal simbolo del leone di San Marco.
1976 
È inaugurata la nuova sala Guidi, già sala Dante, al primo piano delle sale Apollinee.
1991 Viene lanciato il concorso pianistico nazionale "Premio Venezia"
29 gennaio 1996 
Il teatro brucia per la seconda volta.
14-21 dicembre 2003: settimana inaugurale
La settimana inaugurale ha inizio domenica 14 dicembre, con un concerto eseguito dall'Orchestra e dal Coro del Teatro La Fenice diretti dal maestro Riccardo Muti.
1º gennaio 2004: primo Concerto di Capodanno di Venezia.

## Sovrintendenti
- 1937-1940: Goffredo Petrassi
- 1940-1946: Mario Corti
- 1946-1947: Dante Ferranti
- 1947-1952: Luigi Cattozzo
- 1952-1955: Pino di Valmarana
- 1955-1959: Virgilio Mortari
- 1959-1973: Floris Luigi Ammannati
- 1975-1978: Gianmario Vianello
- 1980-1987: Lamberto Trezzini
- luglio 1987-1988: Giuseppe La Monaca
- 1989-1992: Lorenzo Jorio
- 1993-1997: Gianfranco Pontel
- 1997-2000: Mario Messinis
- 2001-2010: Giampaolo Vianello
- 2010-2017: Cristiano Chiarot
- 2017-2025: Fortunato Ortombina
- 2025-        : Nicola Colabianchi

## Direttori artistici
- 1967-1974: Mario Labroca
- 1975-1977: Sylvano Bussotti
- 1977-1978: Eugenio Bagnoli
- 1979 (in qualità di consulente musicale): Ettore Gracis
- 1980-1987: Italo Gomez
- ottobre 1987-giugno 1989: Gianni Tangucci
- 1990-31 ottobre 1992: John Fisher
- 1993-1995: Francesco Siciliani
- 1997-2000: Paolo Pinamonti
- 2003-2006: Sergio Segalini
- 2007-: Fortunato Ortombina

## Direttori musicali
- 1947-1949: Nino Sanzogno
- 1969-1971: Ettore Gracis
- 1976: Eugenio Bagnoli
- 1978-1983: Zoltán Peskó
- 1984-1987: Eliahu Inbal
- 1990-1993: Vjekoslav Šutej
- 1995-2001: Isaac Karabtchevsky
- 2002-2005: Marcello Viotti
- 2007-2010: Eliahu Inbal
- 2011-2014: Diego Matheuz

## Direttori del Coro
- 1938: Costantino Costantini e Ferruccio Milani
- 1939-1944: Sante Zanon
- 1944-1945: Sante Zanon e Antonio Zennaro
- 1945-1964: Sante Zanon
- 1964-1974: Corrado Mirandola
- 1975: Ferruccio Lozer, Giuseppe De Donà e Aldo Danieli
- 1976-1977: Aldo Danieli
- 1977-1978: Aldo Danieli e Giuseppe De Donà
- 1979-1986: Aldo Danieli
- 1987-1991: Ferruccio Lozer
- 1992: Marco Ghiglione
- 1993: Giulio Bertola, Vittorio Sicuri
- 1994-2001: Giovanni Andreoli
- 2002: Guillaume Tourniaire
- 2003-2004: Piero Monti
- 2005-2007: Emanuela Di Pietro
- 2008-2021: Claudio Marino Moretti
- 2021-: Alfonso Caiani

## Prime assolute
- 1792 I Giuochi d'Agrigento di Giovanni Paisiello con Giacomo David, Gaspare Pacchierotti e Brigida Banti per l'inaugurazione del Teatro
- 1792 Tarara o sia La virtù premiata di Francesco Bianchi
- 1793 Ines de Castro di Giuseppe Giordani
- 1793 Tito e Berenice di Sebastiano Nasolini con Girolamo Crescentini
- 1793 Apelle di Nicola Antonio Zingarelli
- 1793 Virginia di Felice Alessandri
- 1794 Saffo di Giovanni Simone Mayr
- 1794 Achille in Sciro di Marcello Bernardini con Luigi Marchesi
- 1794 Il conte di Saldagna di Nicola Antonio Zingarelli
- 1795 Artaserse di Giuseppe Nicolini
- 1797 Gli Orazi e i Curiazi di Domenico Cimarosa
- 1801 Artemisia di Domenico Cimarosa
- 1813 Tancredi di Gioachino Rossini
- 1814 Sigismondo di Gioachino Rossini
- 1815 Euristea di Carlo Coccia
- 1815 Alma Diva in questo giorno di Giuseppe Nicolini
- 1815 Il vero eroismo ossia Adria serenata di Giuseppe Farinelli con Domenico Donzelli
- 1815 Zoraida di Giuseppe Farinelli con Giovanni David
- 1816 I baccanali di Roma di Pietro Generali
- 1816 Le Danaidi romane di Stefano Pavesi
- 1817 L'ira d'Achille di Francesco Basili
- 1817 Lanassa di Johann Simon Mayr con Nicola Tacchinardi
- 1818 L'orfana egiziana di Francesco Basili
- 1818 Elisabetta in Derbyshire ossia Il castello di Fotheringhay di Michele Carafa
- 1819 Clemenza d'Entragues di Vittorio Trento
- 1819 Il sacrifizio d'Epito di Michele Carafa
- 1820 La conquista di Granata di Giuseppe Nicolini con Giuditta Pasta
- 1821 Arminio ossia L'eroe germano di Stefano Pavesi
- 1821 Andronico di Saverio Mercadante
- 1822 Tebaldo e Isolina di Francesco Morlacchi con Giovanni Battista Velluti
- 1823 Semiramide di Gioachino Rossini
- 1823 Egilda di Provenza di Stefano Pavesi con Henriette Méric-Lalande, Brigida Lorenzani e Giovanni Battista Velluti
- 1824 Ilda d'Avenel di Francesco Morlacchi
- 1824 Il crociato in Egitto di Giacomo Meyerbeer
- 1824 Alcibiade di Giacomo Cordella con Antonio Tamburini
- 1824 Ardano e Dartula di Stefano Pavesi
- 1825 Erode di Mercadante con Ester Mombelli e Domenico Cosselli
- 1826 Il paria di Michele Carafa
- 1826 Caritea, regina di Spagna di Saverio Mercadante
- 1827 Giovanna d'Arco di Nicola Vaccai con Adelaide Tosi
- 1827 Gastone di Foix di Giuseppe Persiani con Carolina Bassi
- 1828 I saraceni in Sicilia ovvero Eufemio di Messina di Francesco Morlacchi
- 1828 Francesca da Rimini di Pietro Generali con Giuditta Grisi, Marietta Brambilla e Giovanni Battista Verger
- 1829 Rosmonda d'Inghilterra di Carlo Coccia
- 1829 Costantino in Arles di Giuseppe Persiani
- 1830 I Capuleti e i Montecchi di Vincenzo Bellini
- 1831 Fenella ossia La muta di Portici di Stefano Pavesi
- 1831 Beniowski di Pietro Generali
- 1832 Ivanhoe di Giovanni Pacini con Domenico Reina
- 1833 Beatrice di Tenda di Vincenzo Bellini
- 1834 Emma d'Antiochia di Saverio Mercadante con Giovanni Orazio Cartagenova ed Eugenia Tadolini
- 1835 Carlo di Borgogna di Giovanni Pacini
- 1836 Belisario di Gaetano Donizetti
- 1837 Pia de' Tolomei di Gaetano Donizetti (spostata al Teatro Apollo, oggi Teatro stabile del Veneto Carlo Goldoni per l'incendio della Fenice)
- 1838 Maria de Rudenz di Gaetano Donizetti
- 1838 Le due illustri rivali di Saverio Mercadante
- 1839 La sposa di Messina di Vaccai con Napoleone Moriani
- 1840 La solitaria delle Asturie di Saverio Mercadante
- 1841 Margherita di York di Alessandro Nini
- 1842 Il duca d'Alba di Giovanni Pacini
- 1844 Ernani di Giuseppe Verdi
- 1845 Lorenzino de' Medici di Giovanni Pacini
- 1846 La sposa d'Abido di Giuseppe Luci Poniatowski con Ignazio Marini e Carlo Guasco
- 1846 Attila di Giuseppe Verdi
- 1846 Alberigo da Romano di Francesco Malipiero
- 1847 Griselda di Federico Ricci (compositore)
- 1848 Amleto di Antonio Buzzolla con Felice Varesi
- 1848 Allan Cameron di Giovanni Pacini
- 1850 Elisabetta di Valois di Antonio Buzzolla con Raffaele Mirate
- 1851 Fernando Cortez di Francesco Malipiero con Teresa Brambilla
- 1851 La regina di Leone ovvero Una legge spagnola di Angelo Villanis
- 1851 Rigoletto di Giuseppe Verdi
- 1853 La traviata di Giuseppe Verdi
- 1854 La punizione di Giovanni Pacini
- 1855 L'ebreo di Giuseppe Apolloni
- 1856 Pietro D'Abano (opera) di Giuseppe Apolloni
- 1857 Simon Boccanegra di Giuseppe Verdi
- 1858 Vasconcello di Angelo Villanis
- 1859 Una notte di festa di Angelo Villanis
- 1880 Cola di Rienzo di Luigi Ricci-Stolz
- 1882 Margherita di Ciro Pinsuti
- 1887 Re Nala di Antonio Smareglia
- 1897 La bohème di Ruggero Leoncavallo
- 1898 La trasfigurazione di Nostro Signore Gesù Cristo di don Lorenzo Perosi con Giuseppe Kaschmann
- 1898 La resurrezione di Lazzaro di Lorenzo Perosi
- 1900 Cenerentola di Ermanno Wolf-Ferrari
- 1901 Le maschere di Pietro Mascagni
- 1905 La vita nuova di Ermanno Wolf-Ferrari con Giuseppe Pacini
- 1907 Il pane altrui di Giacomo Orefice diretta da Tullio Serafin
- 1911 La leggenda del lago di Vittore Veneziani
- 1921 Il mistero di Domenico Monleone con Aureliano Pertile e Mariano Stabile (cantante)
- 1925 Gli amanti sposi di Ermanno Wolf-Ferrari
- 1926 La mandragola di Mario Castelnuovo-Tedesco
- 1932 Concerto per due pianoforti e orchestra di Francis Poulenc
- 1936 Lamento d'Arianna di Goffredo Petrassi
- 1937 Suite provençale di Darius Milhaud
- 1938 Bachianas brasileiras n. 2 di Heitor Villa-Lobos diretta da Dimitri Mitropoulos
- 1938 Nobilissima visione di Paul Hindemith
- 1939 Re Hassan di Giorgio Federico Ghedini diretta da Fernando Previtali con Cloe Elmo, Giovanni Voyer e Tancredi Pasero
- 1941 Coro di morti di Goffredo Petrassi ed Invenzioni di Giorgio Federico Ghedini con Antonio Janigro
- 1947 Concerto per pianoforte e orchestra di Giorgio Federico Ghedini con Pietro Scarpini
- 1947 La collina di Mario Peragallo diretta da Antonio Pedrotti
- 1948 Marsia di Luigi Dallapiccola diretta da Igor Markevich
- 1948 L'incubo di Riccardo Nielsen diretto da Guido Cantelli con Piero Guelfi
- 1948 Concerto per 2 pianoforti, percussioni e 2 arpe di Bruno Maderna
- 1949 Sonata in mi maggiore per violoncello e pianoforte di Paul Hindemith con Enrico Mainardi
- 1949 Billy Budd di Giorgio Federico Ghedini con Antonio Crast, Angelo Mercuriali, Raffaele Arié, Gino Penno, Renato Capecchi ed Enrico Campi per la regia di Corrado Pavolini con scene e costumi di Renato Guttuso
- 1949 Musique pour orchestre di Alexandre Tansman diretta da Rafael Kubelík
- 1949 La Sena festeggiante e Beatus vir di Antonio Vivaldi dirette da Angelo Ephrikian
- 1950 Canzoni di beni perduti di Ildebrando Pizzetti
- 1950 Concerto n. 2 per pianoforte, ottoni e archi di Antonio Cece con Armando Renzi diretto da Paul Klecki
- 1950 Concerto per viola e orchestra di Béla Bartók con William Primrose
- 1950 Sinfonia n. 4 "In onore della Resistenza" di Mario Zafred e Concerto per pianoforte e orchestra di Mario Peragallo con Arturo Benedetti Michelangeli dirette da Carlo Maria Giulini
- 1950 Suite op.300 per 2 pianoforti e orchestra di Darius Milhaud e Sette aspetti di una serie dodecafonica di Wladimir Vogel dirette da Hermann Scherchen
- 1951 La carriera di un libertino di Igor' Fëdorovič Stravinskij
- 1952 Concertino per archi, ottoni e timpani di Franco Donatoni, Fantasia per orchestra di Mario Peragallo e Tartiniana di Luigi Dallapiccola
- 1952 Concerto per clavicembalo e piccola orchestra di Frank Martin
- 1953 Una partita a pugni di Vieri Tosatti diretta da Nino Sanzogno con Agostino Lazzari e Rolando Panerai
- 1953 Elegia-capriccio di Gian Francesco Malipiero
- 1954 Serenade dal «Convito di Platone» di Leonard Bernstein e della Sinfonia n. 4 "Sinfonia breve" di Bruno Bettinelli con Isaac Stern dirette da Bernstein
- 1954 The Turn of the Screw di Benjamin Britten
- 1954 Concerto per arpa e orchestra op. 323 di Darius Milhaud con Nicanor Zabaleta, Improvvisazione n. 2 per orchestra di Bruno Maderna e Concerto: Portrait of Roger Baker di Virgil Thomson
- 1955 Concerto per orchestra di Alexandre Tansman, Sinfonia n. 3 "INR. di Henri Sauguet e Fantasia concertante di Gian Francesco Malipiero con Arthur Grumiaux diretti da Franz André
- 1955 L'angelo di fuoco di Sergej Prokof'ev con Rolando Panerai, Mario Carlin, Gino Del Signore ed Enrico Campi
- 1955 Variazioni concertanti sopra una serie di dodici suoni dal Don Giovanni di Mozart di Roman Vlad ed In memoriam di Mario Peragallo con Franco Caracciolo (direttore d'orchestra)
- 1955 L'organo di bambù di Ennio Porrino con Oralia Domínguez
- 1956 Épithalame di André Jolivet e Te Deum à la mémoire de Serge Koussevitzky di Henry Barraud diretti da Marcel Couraud
- 1957 Notturno di canti e balli di Gian Francesco Malipiero
- 1958 Concerto n. 5 per pianoforte e orchestra di Gian Francesco Malipiero e Quartetto per archi di Goffredo Petrassi con Mario Rossi (direttore d'orchestra)
- 1959 Lo scoiattolo in gamba di Nino Rota diretta da Ettore Gracis
- 1959 Allez-hop! di Luciano Berio con Cathy Berberian
- 1959 Il circo Max di Gino Negri con Florindo Andreolli, Renato Capecchi, Paola Borboni, Laura Efrikian, Nino Castelnuovo e Giancarlo Cobelli
- 1960 Dialoghi di Luigi Dallapiccola con Gaspar Cassadó
- 1960 Ideogrammi n. 2 di Aldo Clementi
- 1961 Intolleranza 1960 di Luigi Nono
- 1961 Fonogrammi di Krzysztof Penderecki e Concerto per contrabbasso, fiati e percussioni di Firmino Sifonia
- 1961 Mondi celesti e infernali di Gian Francesco Malipiero con Magda Olivero, Mario Basiola, Florindo Andreolli ed Angelo Nosotti
- 1962 Rappresentazione e festa di Carnasciale e della Quaresima di Gian Francesco Malipiero con Wladimiro Ganzarolli
- 1962 Honeyrêves di Bruno Maderna con Severino Gazzelloni
- 1963 Quintetto con pianoforte n. 3 op. 40 di Alberto Ginastera
- 1964 Hyperion di Bruno Maderna
- 1964 Don Chisciotte di Giacomo Manzoni
- 1964 Variante B di Aldo Clementi diretta da Daniele Paris
- 1964 La fabbrica illuminata di Luigi Nono
- 1965 Esercizi per 23 fiati di Ivan Vandor e Divertimento n. 2 per archi di Franco Donatoni
- 1965 Mixage di Paolo Renosto con Gazzelloni e Bruno Canino
- 1966 Le metamorfosi di Bonaventura di Gian Francesco Malipiero con Scipio Colombo ed Ugo Benelli
- 1966 Reticolo: 11 di Aldo Clementi e Quintetto di Francesco Pennisi
- 1966 A floresta é jovem e cheja de vida di Luigi Nono
- 1966 Chorus per flauto solo di Giorgio Gaslini
- 1967 Epifanie di Luciano Berio
- 1967 Souvenir di Franco Donatoni e Musica notturna di Giacomo Manzoni
- 1967 Ancora odono i colli di Sylvano Bussotti
- 1968 Concerto n. 2 per oboe e orchestra di Maderna
- 1968 Sequenze di Armando Gentilucci
- 1968 Fossile di Pennisi
- 1969 Concerto per violino e orchestra di Maderna e Forma di Renosto
- 1969 Ancora di Salvatore Sciarrino e The Rara Requiem di Sylvano Bussotti
- 1970 Don Tartufo Bacchettone di Gian Francesco Malipiero
- 1970 Da a da da di Salvatore Sciarrino
- 1971 Doubles II di Franco Donatoni
- 1971 Pupazzetti di Alfredo Casella
- 1971 The viola in my life IV di Morton Feldman
- 1971 Opus Daleth per orchestra di Giuseppe Sinopoli
- 1972 Lorenzaccio di Sylvano Bussotti
- 1972 Sezioni e To Earle Two di Franco Donatoni
- 1972 Hölderlin di Giacomo Manzoni
- 1976 Firecycle Beta per orchestra di Brian Ferneyhough diretta da Zoltán Peskó
- 1976 Sinfonia in 4 tempi di Fabio Vacchi e Tombeau d'amour di Giuseppe Sinopoli
- 1976 Quintettino n. 1 per clarinetto e quartetto d'archi di Salvatore Sciarrino
- 1977 Blaubart di Camillo Togni
- 1979 Kindertotenlied di Salvatore Sciarrino e Modulor di Giacomo Manzoni dirette da Gianluigi Gelmetti
- 1979 Nidi di Franco Donatoni
- 1979 Ballade, Scherzo e Continuo di Fabio Vacchi
- 1979 L'orologio di Arcevia di Clementi diretta da Roberto Abbado
- 1981 Es di Aldo Clementi diretta da Zoltán Peskó
- 1981 Quartetto per archi di Gilberto Cappelli
- 1981 La masque du Lord di Niccolò Castiglioni
- 1981 Fili e The Heart's Eye di Franco Donatoni
- 1981 Con minime ali di Paolo Ugoletti
- 1981 Riferimento A di Aurelio Samorì
- 1981 Oberon, the Fairy Prince di Niccolò Castiglioni
- 1981 Le Bal Mirò, l'uccello luce di Sylvano Bussotti
- 1982 Quando stanno morendo di Luigi Nono
- 1983 In cauda di Franco Donatoni
- 1984 Prometeo (prima versione) di Luigi Nono
- 1985 Traiettoria di Marco Stroppa
- 1985 Assai di Pascal Dusapin
- 1985 Lo spazio inverso per flauto, clarinetto, celesta, violino e violoncello di Salvatore Sciarrino diretto da Claudio Ambrosini
- 1985 Studio per il finale del Doktor Faustus di Giacomo Manzoni
- 2001 Entführung im Konzertsaal (Il rapimento) di Mauricio Kagel
- 2002 Medea di Adriano Guarnieri
- 2007 Signor Goldoni di Luca Mosca
- 2009 Requiem di Bruno Maderna diretto da Riccardo Chailly
- 2010 Il killer di parole di Claudio Ambrosini
- 2016 Aquagranda di Filippo Perocco (su un libretto di Roberto Bianchin e Luigi Cerantola)
- 2022 Le Baruffe  di Giorgio Battistelli su libretto di Damiano Michieletto e Giorgio Battistelli

## Discografia parziale
- Bellini: I Capuleti e i Montecchi - Bruno Campanella/Katia Ricciarelli, 2011 Nuova Era
- Bizet: Les Pecheurs de Perles - Marcello Viotti/Annick Massis/Teatro La Fenice Orchestra & Chorus/Luigi De Donato, 2004 Dynamic
- Donizetti: Belisario - Giuseppe Taddei/Leyla Gencer/Nicola Zaccaria/Mirna Pecile/Umberto Grilli/Bruno Sebastian/Rina Pallini/Giovanni Antonini/Augusto Veronese/Alberto Carusi/Teatro La Fenice Orchestra & Chorus/Gianandrea Gavazzeni, Opera d'Oro
- Handel: Rinaldo - Natale De Carolis/Carlo Colombara/Marilyn Horne/Christine Weidinger/John Fisher/Ernesto Palacio/Teatro La Fenice Orchestra/Fabio Tartari/Cecilia Gasdia/Caterina Calvi/Cosetta Tosetti, 2008 Nuova Era
- Leoncavallo: La Boheme - Pietro Spagnoli/Bruno Praticò/Lucia Mazzaria/Cinzia De Mola/Jan Latham-Koenig/Jonathan Summers/Mario Malagnini/Teatro La Fenice Orchestra & Chorus/Martha Senn/Silvano Pagliuca/Romano Emili/Giampaolo Grazioli, 2008 Nuova Era
- Mahler: Das Lied von der Erde - Teatro La Fenice Orchestra/Lorin Maazel/Christine Mayer/Richard Lewis, IDIS
- Massenet: Thaïs - Eva Mei/Michele Pertusi/Marcello Viotti/Teatro La Fenice Orchestra, 2003 Dynamic
- Massenet: Le Roi de Lahore - Ana Maria Sanchez/Marcello Viotti/Teatro La Fenice Orchestra, 2005 Dynamic
- Mozart: Lucio Silla - Roberto Sacca/Teatro La Fenice Orchestra/Tomáš Netopil, 2006 Dynamic
- Strauss: Daphne - Roberto Sacca/June Anderson/Birgit Remmert/Liesl Odenweller/Teatro La Fenice Orchestra & Chorus/Scott Mac Allister/Stefan Anton Reck, 2005 Dynamic
- Verdi: Luisa Miller - Darina Takova/Maurizio Benini/Giuseppe Sabbatini/Teatro La Fenice Orchestra & Chorus, 2006 Dynamic

## DVD parziale
- BELLINI: La Sonnambula (2012) - Giovanni Battista Parodi/Jessica Pratt/Shalva Mukeria/Gabriele Ferro, C Major/Naxos
- DONIZETTI: Maria Stuarda (2009) - Fiorenza Cedolins/Sonia Ganassi/José Bros/Mirco Palazzi/Marco Caria/Fabrizio Maria Carminati, C Major/Naxos
- PUCCINI: La Rondine (2008) - Fiorenza Cedolins/Fernando Portari/Sandra Pastrana/Emanuele Giannino/Carlo Rizzi (direttore d'orchestra), Arthaus Musik/Naxos
- VERDI: Luisa Miller (2006) - Darina Takova/Giuseppe Sabbatini/Maurizio Benini, Naxos
- VERDI: Otello (2013) - Gregory Kunde/Carmela Remigio/Lucio Gallo/Chung Myung-whun, C Major/Naxos
- WOLF-FERRARI: La Vedova scaltra (2007) - Anne-Lise Sollied/Maurizio Muraro/Riccardo Zanellato/Karl Martin, Naxos